# Iguerande
Iguerande este o comună în departamentul Saône-et-Loire, Franța. În 2009 avea o populație de 1.013 de locuitori.

## Evoluția populației
| An        | 1975  | 1982  | 1990 | 1999 | 2006 | 2009  |
| --------- | ----- | ----- | ---- | ---- | ---- | ----- |
| Populație | 1.033 | 1.026 | 921  | 917  | 988  | 1.013 |